# Kent Monkman

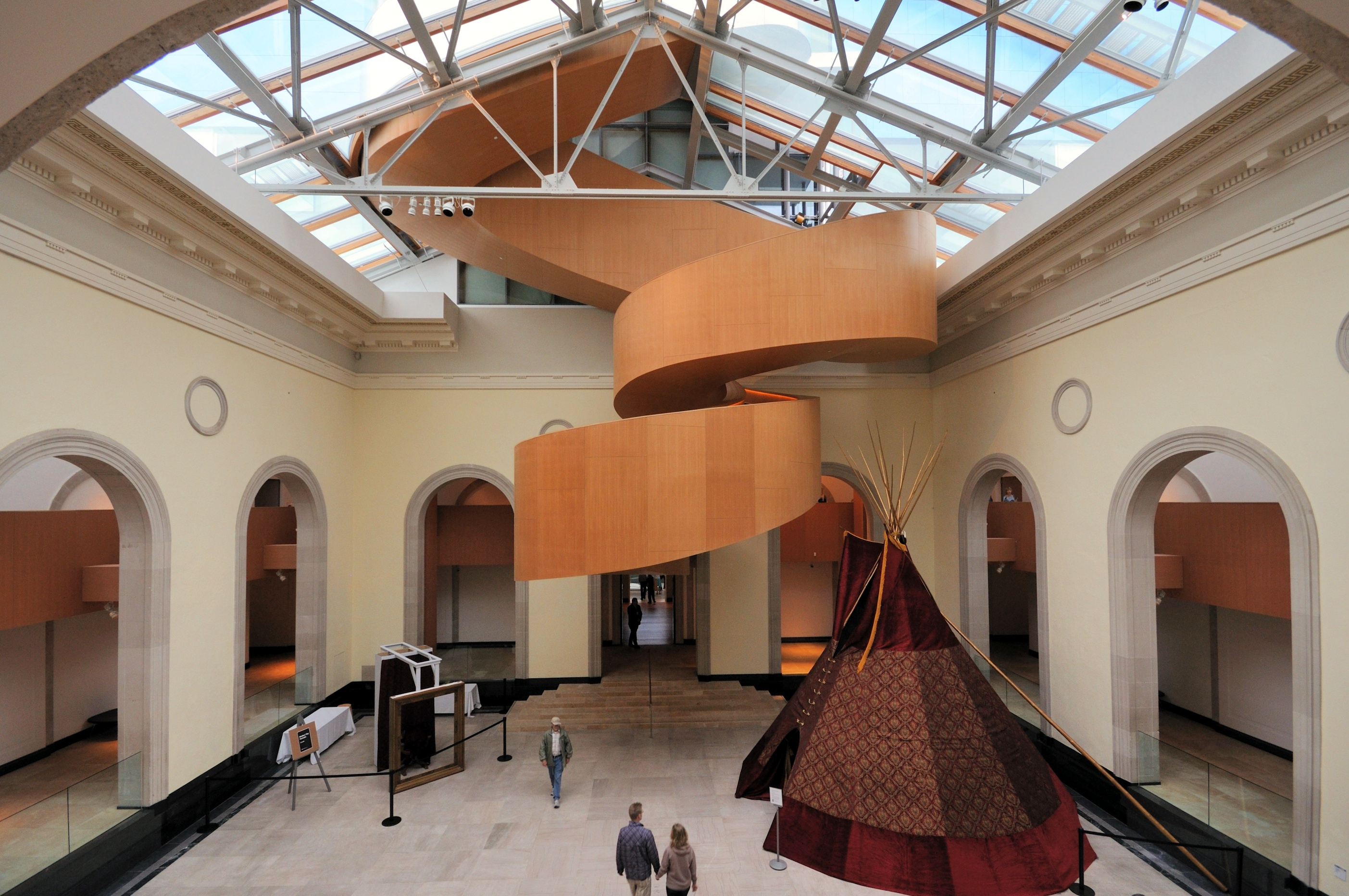
Kent Monkman (cree), Salon Indien, 2006, instal·lació amb teatre de pel·lícula silenciosa, part de Remix: Modernitats Noves en un Correu-Món indi, Galeria d'Art de Ontario, 2009.

Kent Monkman (nascut 1965) és un artista de les Nacions Originàries de Canadà, pertanyent a la tribu  cree i amb ascendència irlandesa. És un membre de la banda de Fish River situada al nord de Manitoba. És tant artista visual així com artista de rendiment, treballant en una varietat de mitjans com a pintura, vídeo/ cinema, i instal·lació.
Ha realitzat moltes exposicions no només en museus sinó també en galeries d'art de Canadà, els EUA i Europa.:1Ha aconseguit reconeixement internacional pel seu colorit i combinació de disbarat i convencionalisme de gènere, així com per la seva narrativa històrica.:1

## Biografia
Monkman va estudiar en diverses institucions dels EUA i el Canadà, incloent el Banff Center, el Sundance Institute a Los Angeles i el Canadian Screen Training Institute, i és graduat, en art canadenc, pel Sheridan College de Oakville.:1 Monkman viu i treballa a Toronto, Ontario.

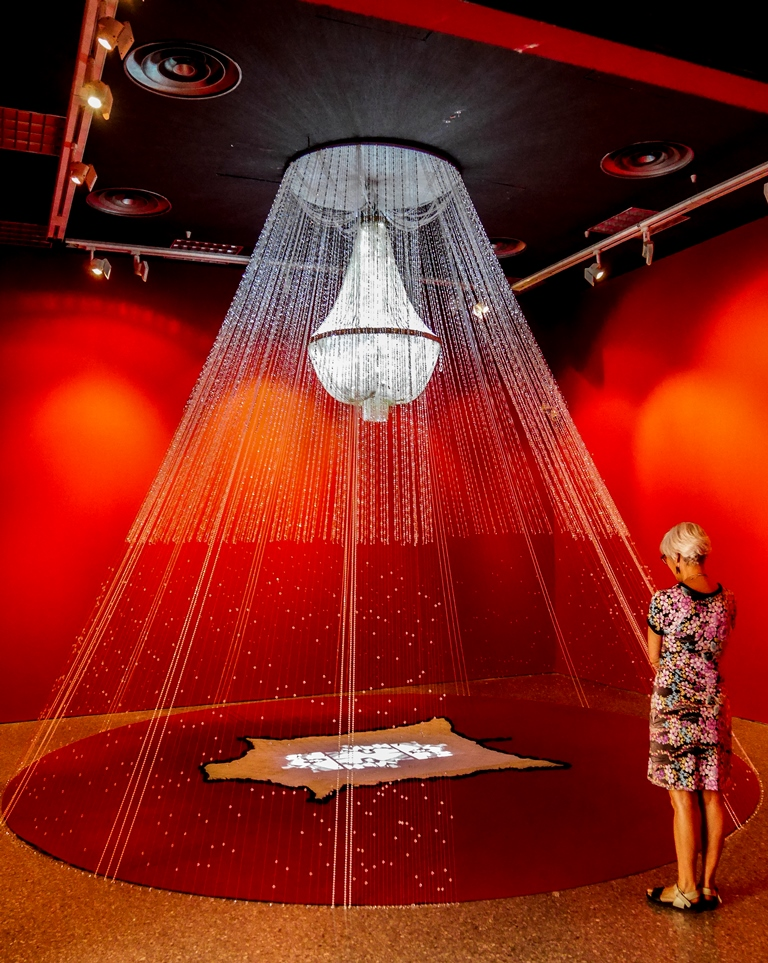
Théâtre de cristall. Museu valencià d'Etnologia, exposició temporal "Beyond Hollywood: identitats indígenes nord-americanes"

En 2017, Monkman va rebre el Bonham Premi de Centre del Mark S. Bonham, Centre per a Estudis de Diversitat Sexual, de la Universitat de Toronto, per les seves contribucions a l'avançament i educació d'assumptes al voltant d'identificació sexual. També va acceptar el títol honorari de mariscal magnífic per a la desfilada d'Orgull de Toronto, citant la importància del 150.º aniversari de Canadà.
En resposta al 150 aniversari de Canadà, la curadora del Museu d'Art de la Universitat de Toronto, Barbara Fischer, va encarregar a Monkman una exposició amb el títol "Vergonya i Prejudici: Una Història d'Estabilitat". L'exposició combina artefactes físics de museus i arxius de Canadà amb el seu estil de pintura que compromet amb colonialisme, apuntant per "instal·lar un provocativa fricció entre mites nacionals canadencs, experiència aborigen i pràctiques d'art europees tradicionals." L'exposició va buscar per mostrar l'experiència indígena a través de la conversa, mirant també el que aquests 150 anys de Canadà van significar per a persones indígenes.

## Pràctica d'art
El treball de Monkman "transporta a un profund enteniment de l'opressió i els mecanismes amb els quals treballa la ideologia dominant", en apuntar maneres de jerarquies i sexualitat colonitzades dins de la seva pràctica artística. A través del seu ús de mimetisme, Monkman transforma i descentralitza la Mirada Occidental; fa les audiències conscients que " has estat mirant en nosaltres [però] també hem estat mirant en els altres". En les seves pintures i treballs diversos ell s'apropia de paisatges clàssics del segle xix, parlant de l'apropiació i assimilació de cultura americana Nativa per l'assimilació colonial. Alguns dels temes binaris que emprèn són "artista i model, explorador colonial i tema colonitzat, egocèntric i mirat fixament a, mascle i dona, passat i present, reals i imaginaris". "Resistència, adaptació, i híbrid tots estan presents fortament en el seu treball".

### Ús d'imatges de colonitzadors
El treball de Monkman sovint referència i reconfigura formes de pintors americans blancs del segle xix, particularment George Catlin i els pintors de paisatge Occidentals. Per exemple, el seu 2006 Trappers of Men  pren un paisatge de 1868 de Albert Bierstadt, però retrata l'escena substituint per migdia l'original ocàs de Bierstadt i reemplaçant els animals per confusos individus blancs presents en l'art i història política d'Amèrica.

### Estil i Mètode
Monkman adopta l'estil de vells mestres de la pintura, perquè li agrada com l'estil expressa a emocions els agraden el dolor i l'anhel a través del cos i expressió facial. Sigui particularment mogut per Antonio Gisbert és L'Execució de Torrijos i els seus Companys en Platja de Màlaga (1888). Al principi de projecte en 2017, Monkman i el seu equip va començar treballar en una "sèrie de manifestants" basada en el Rock d'Estar protestes on van combinar fotografies de la protesta amb pintures d'escena de batalla clàssiques. El seu equip llavors va tenir posi de models per a un brot de foto a remake i capturar l'estil clàssic amb tema modern; aquestes fotografies eren llavors projectades en tela gran, localitzat i base-pintat per ajudants abans que Monkman va fer els seus tactes d'acabat.

## Alter ego: Miss Chief Share Eagle Testickle
Miss Chief Share Eagle Testickle apareix dins de les seves pintures, així com en els seus treballs i peces de vídeo."Monkman Ha utilitzat la marca Louis Vuitton per referir-se a monopolis i jerarquies socials de classe, poder i riquesa, establerts en el comerç entre europeus i americans Natius".

## Premis
- Indspire Award (2014).[14]
- Premier's Award for Excellence in the Arts (2017)[15]